# ديكي روك
ديكي روك (بالإنجليزية: Dickie Rock) هو مغني أيرلندي، ولد في 10 أكتوبر 1936 في دبلن في جمهورية أيرلندا.

## وصلات خارجية
- ديكي روك على موقع IMDb (الإنجليزية)
- ديكي روك على موقع ميوزك برينز (الإنجليزية)
- ديكي روك على موقع أول ميوزيك (الإنجليزية)
- ديكي روك على موقع ديسكوغز (الإنجليزية)
- ديكي روك على موقع قاعدة بيانات الفيلم (الإنجليزية)